# Lenny Krayzelburg
Lenny Krayzelburg (n. 28 septembrie 1975, Odesa, RSS Ucraineană, URSS) este un înotător ce a reprezentat Statele Unite ale Americii, medaliat olimpic. A participat la 2 ediții ale Jocurilor Olimpice (2000, 2004) în care a câștigat 6 medalii de aur.